# 东江镇 (河池市)
东江镇，是中华人民共和国广西壮族自治区河池市金城江区下辖的一个乡镇级行政单位。

## 行政区划
东江镇下辖以下地区：
东江社区、永康社区、百旺社区、加辽社区、永兴村、里仁村、加道村、慕友村、长排村、齐美村、龙友村和东江工业园区社区。